# 炭鉱の記憶推進事業団
炭鉱の記憶推進事業団（ヤマのきおくすいしんじぎょうだん）は、炭鉱に関する産業観光支援や炭鉱関連の教育及び講演等を行う北海道の特定非営利活動法人（NPO）。

## 設立の経緯
当初は夕張市石炭博物館の指定管理者受託を目指した任意団体だったが、別法人に決定したため、これを母体として日本国内初の炭鉱に関連するNPO法人が設立された。赤平市、三笠市、夕張市などの旧産炭地を中心に炭鉱関連のアートプロジェクトを企画・開催している。当初の目的だった夕張市石炭博物館の管理受託は2018年から実現した。さらに、炭鉱関連の石炭を輸送した鉄道・港の保存活動も進めている。情報誌『炭鉱の記憶　情報』を年2回程度で刊行している。

## 名称の由来
1960年代のエネルギー革命によって炭鉱閉山の担い手となった石炭鉱業合理化事業団を参考に、北海道や空知地方の歴史を築いた炭鉱記憶と地域再生に向けて、国の産業政策の下忘れ去られつつあるものを市民の手で蘇らせること、炭鉱記憶を再生することを念頭にこの名称にしている。

## 沿革
※出典は『NPO法人炭鉱の記憶推進事業団 創立10周年パンフレット』および『炭鉱の記憶 情報 No.15 10周年特報』・『炭鉱の記憶 情報 No.号外』。
- 2007年 空知全域を活動範囲とする特定非営利活動法人を設立。
- 2008年 北海道空知支庁が行う地域マスタープラン「そらち産炭地域活性化戦略」の策定に参加。
- 2009年 岩見沢市にそらち炭鉱の記憶マネジメントセンターを開設。
- 2013年 国土交通都市景観大賞などを受賞。
- 2015年 夕張市石炭博物館の再生計画策定を支援。
- 2017年 11月に10周年記念行事を岩見沢市内のホテルサンプラザで開催。
- 2018年 夕張市石炭博物館の運営団体となる。

## 拠点
そらち炭鉱の記憶マネジメントセンター
- 元々は日本専売公社の旧倉庫と岩見沢市内有力商店の旧店舗だった建物を再利用し、内部には当時炭鉱住宅で使われていた調度品や炭住模型などが常設展示されており、本法人の主な活動拠点となっている[6]。

夕張市石炭博物館
その他
- 赤平市炭鉱遺産ガイダンス施設内に2018年8月より物販展示施設を開設した[7]。

## 法人関係者
歴代理事長
- 吉岡宏高（初代、2007-2022）
- 平野義文（2代、2023-）

顧問
- 島津忠裕

## 注
1. 1 2  『NPO法人　炭鉱の記憶推進事業団　創立10周年パンフレット』
2. ↑  紙面に掲載、ありがとうございました！ - そらち★ヤマの記憶だより（NPO法人炭鉱の記憶推進事業団ブログ、2018年4月4日）
3. ↑  『炭鉱の記憶　情報　No.14』炭鉱の記憶推進事業団、2017年8月、1頁参照
4. ↑  吉岡宏高『明るい炭鉱』創元社、2012年8月、216-217頁参照
5. ↑  『炭鉱の記憶　情報　No.15　10周年特報』炭鉱の記憶推進事業団、2017年11月、1頁参照
6. ↑  『炭鉱の記憶　情報　No.15　10周年特報』炭鉱の記憶推進事業団、2017年11月、2-3頁参照
7. ↑  『炭鉱の記憶　情報　No.17』炭鉱の記憶推進事業団、2018年10月、2頁参照